# Autoedizione
L'autoedizione (o self-publishing o autopubblicazione) è la pubblicazione di un libro (o altra opera editoriale) da parte dell'autore, senza passare attraverso l'intermediazione di un editore.
Si distingue sia dalla normale edizione sia dall'edizione a spese dell'autore. 
Nel primo caso tutte le spese sono a carico dell'editore, che si incarica di realizzare e distribuire l'opera, promettendo una remunerazione del diritto d'autore in genere in forma percentuale. 
Nel secondo caso, quello dell'editoria a pagamento, esiste sempre la figura dell'editore, ma le spese sono sopportate in tutto o in parte dall'autore o da chi lo sponsorizza.
Nel caso di autoedizione l'autore, invece, si incarica di seguire tutte le fasi della realizzazione dell'opera, avvalendosi eventualmente di qualche figura professionale esterna. Si tratta in altri termini della possibilità di auto pubblicare propri scritti, romanzi e saggi mediante le nuove tecnologie.

## Descrizione
Il fenomeno è in forte evoluzione e cresce a due cifre (fonte AIE). Sono molti gli autori che utilizzano le risorse dell'editoria digitale, anche grazie alla costante diffusione degli e-reader.  Lo sviluppo delle autoedizioni è stato accompagnato da un corrispondente sviluppo delle società di servizi. A livello mondiale si contano: AuthorHouse (1997), IUniverse (1999), Lulu.com (2002) e Kindle Direct Publishing (2007). Sulla scia di essa in ciascun paese sono sorte moltissime iniziative concorrenti che si stanno spartendo un mercato che si è dimostrato particolarmente ricco e in via di sviluppo.
In Italia meritano attenzione le seguenti iniziative: ilmiolibro , che ha dichiarato, nel marzo 2020, di aver raggiunto i 40.000 titoli pubblicati; Lampi di stampa, sito editoriale nato nel 2000 dalla sinergia tra Editrice Bibliografica, Messaggerie Libri ed Legoprint.

## Aspetti burocratici
Un limite, anche serio, è dato dagli aspetti burocratici. In Francia per edizioni sotto le 100 copie vi è una semplificazione che non risulta essere introdotta in Italia.
Se in precedenza in Italia l'IVA applicata agli ebook era al 22%, dal 2016 per l'e-commerce, e di conseguenza per gli ebook, la commissione Europea ha approvato la riduzione al 4%. In questo modo, cartaceo e digitale vengono equiparati grazie ad un'iniziativa voluta dall'Aie e con l'impegno del Ministro dei Beni e delle Attività culturali e del Turismo Dario Franceschini.

## Aspetti tecnici
L'acquisizione dei dati elettronici e l'impaginazione ha sostituito la composizione con linotype. Ormai la stampa elettronica dà risultati soddisfacenti anche per testi con fotografie.
Le correzioni tipografiche e grammaticali possono essere affidate a dei professionisti della correzione bozze.
La realizzazione può avvenire anche con una stampante domestica, anche se ormai sono disponibili servizi di stampa digitale che offrono prezzi competitivi. Più vincolato è il problema della rilegatura, che, in genere a livello domestico dà risultati non soddisfacenti (ad esempio: le spirali).